# Trigger Street Productions
Trigger Street Productions ist ein US-amerikanisches Filmproduktionsunternehmen aus Los Angeles, Kalifornien, das 1997 von Kevin Spacey gegründet wurde. Der Name des Unternehmens entstand bereits in Spaceys Jugend, basierend auf der gleichnamigen Straße in seiner Umgebung.
In Zusammenarbeit mit Jameson First Shot werden in Form eines Talentwettbewerbs Drehbücher von jungen Regisseuren umgesetzt.

## Filmografie (Auswahl)
Filme
- 1999: The Big Kahuna – Ein dicker Fisch (The Big Kahuna)
- 2000: Ein ganz gewöhnlicher Dieb – Ordinary Decent Criminal (Ordinary Decent Criminal)
- 2000: Interstate 84
- 2002: America Rebuilds: A Year at Ground Zero
- 2003: State of Mind (The United States of Leland)
- 2004: TriggerStreet.com
- 2004: Beyond the Sea – Musik war sein Leben (Beyond the Sea)
- 2005: Going Hollywood
- 2006: The Sasquatch Gang
- 2006: Mein erster Mord (Mini’s First Time)
- 2008: Recount
- 2008: Bernard and Doris
- 2008: 21
- 2008: Columbus Day – Ein Spiel auf Leben und Tod (Columbus Day)
- 2009: Shrink – Nur nicht die Nerven verlieren (Shrink)
- 2009: Fanboys
- 2010: Selfmade-Dad – Not macht erfinderisch (Father of Invention)
- 2010: Casino Jack
- 2010: The Social Network
- 2012: Safe – Todsicher (Safe)
- 2013: Captain Phillips
- 2015: Fifty Shades of Grey

Serien
- 2006–2007: The Minor Accomplishments of Jackie Woodman (16 Folgen)
- 2013–2018: House of Cards
- 2017: Manhunt: Unabomber